# Милован Сикимић
Милован Сикимић (Смедерево, 25. октобар 1980) бивши је српски фудбалер. Играо је на позицији одбрамбеног играча. Његов млађи брат Предраг је такође фудбалер.

## Каријера
Након што је играо за друголигаша Младеновац, Сикимић је током лета 2002. прешао у француски Генган. У овом клубу је прве две сезоне играо у Лиги 1, а наредне три у Лиги 2. Током пет сезона у Генгану, Сикимић је одиграо преко 150 утакмица.
У јулу 2007. је потписао трогодишњи уговор са Партизаном. У црно-белом дресу је провео наредне две сезоне, освојио две дупле круне, али је због честих проблема са повредама одиграо само седам првенствених утакмица.
У јулу 2009. је споразумно раскинуо уговор са Партизаном и прешао у француског друголигаша Стразбур. Након две сезоне у Стразбуру, одлази у Аполон из Лимасола, али се после само једне сезоне у кипарском клубу враћа у Стразбур. Последњи клуб му је био француски четвртолигаш Милуз.

## Трофеји

### Партизан
- Суперлига Србије (2): 2007/08, 2008/09.
- Куп Србије (2): 2007/08, 2008/09.